# Cessna 408 SkyCourier
Cessna 408 SkyCourier — американский многоцелевой легкомоторный самолёт, разрабатываемый и производимый компанией Textron Aviation.

## История

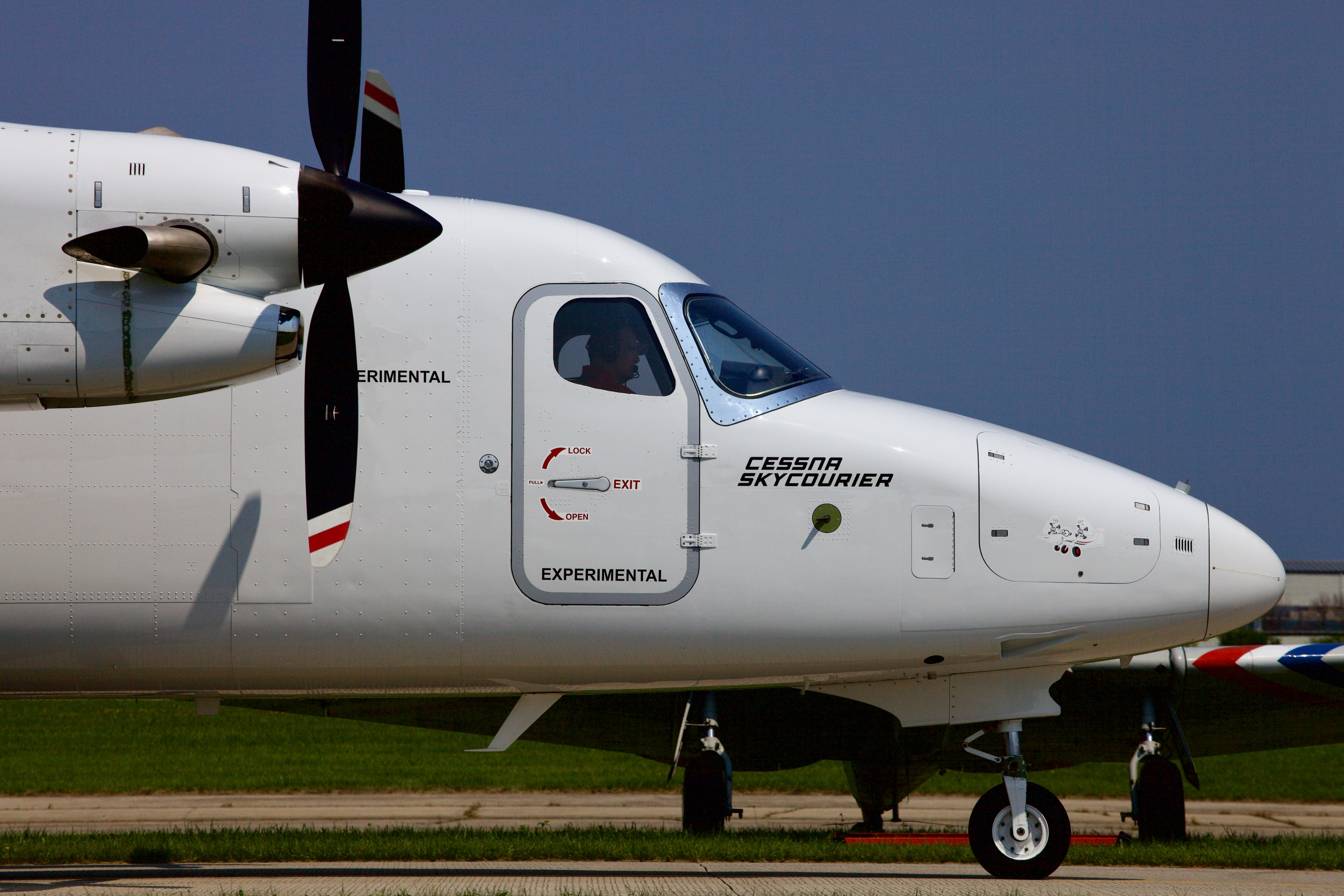

О программе создания 19-местного транспортно-пассажирского двухдвигательного турбовинтового самолета Cessna 408 SkyCourier было объявлено в ноябре 2017 года. Одновременно стартовым заказчиком самолета Cessna SkyCourier в ноябре 2017 года выступила одна из крупнейших грузовых авиакомпаний FedEx Express, которая разместила заказ на 50 грузовых самолетов этого типа с опционом еще на 50 единиц. Поставки должны были быть начаты с 2020 года, однако сертификация была завершена только в 2022 году.

## Описание
Cessna 408 SkyCourier оснащен двумя турбовинтовыми двигателями Pratt & Whitney PT6A-65SC взлетной мощностью по 1100 л. с. с четырехлопастными воздушными винтами McCauley. В грузовом варианте полезная нагрузка составляет 2720 кг, в пассажирском — 19 пассажиров. Заявлены крейсерская скорость в 370 км/ч и максимальная дальность полета до 1667 км, дальность полета с нагрузкой 2268 кг составит 741 км. Практический потолок 7620 м. Полеты могут производиться с полосы длиной 1007 м.

## Модификации
- Пассажирская — до 19 пассажиров;
- Транспортная — до 2720 кг полезной нагрузки.

## Лётно-технические характеристики
Источник данных: https://cessna.txtav.com/en/turboprop/skycourier

Технические характеристики
- Экипаж: 2 чел.
- Пассажировместимость: до 19 чел.
- Длина:
- Высота:

Лётные характеристики
- Крейсерская скорость: 370 км/ч

## Эксплуатанты
На данный момент эксплуатация самолёта ещё не начата.

## Заказы
| Заключённые соглашения о поставках | Заключённые соглашения о поставках | Заключённые соглашения о поставках | Заключённые соглашения о поставках | Заключённые соглашения о поставках       | Заключённые соглашения о поставках | Заключённые соглашения о поставках |
| Покупатель                         | Тип                                | Заказано                           | Опцион                             | Примечания                               | Поставлено                         | Источник                           |
| ---------------------------------- | ---------------------------------- | ---------------------------------- | ---------------------------------- | ---------------------------------------- | ---------------------------------- | ---------------------------------- |
| FedEx Express                      | Cessna 408 SkyCourier              | 50                                 | 50                                 | Стартовый и, пока, единственный заказчик | 0                                  | [ 4 ]                              |

## Сравнение с аналогами
|                              | Cessna 408 SkyCourier | L-410 УВП-E20 | Evektor EV-55 Outback | Рысачок        | Twin Otter | Do 228NG      | PZL M28   | Harbin Y-12 | Beechcraft King Air 350i |
| ---------------------------- | --------------------- | ------------- | --------------------- | -------------- | ---------- | ------------- | --------- | ----------- | ------------------------ |
| Внешний вид                  |                       |               |                       |                |            |               |           |             |                          |
| Год первого полёта           | 2020 г.               | 1969 г.       | 2011 г.               | 2010 г.        | 1965 г.    | 1981 г.       | 1993 г.   | 1982 г.     | 1972 г.                  |
| Годы производства            | 2020–н.в.             | 1971–н.в.     | 2014 г. (план)        | 2015 г. (план) | 1965–н.в.  | 1981–1998 гг. | 1993–н.в. | 1985–н.в.   | 1974–н.в.                |
| Экипаж                       | 2                     | 2             | 1-2                   | 1-2            | 2          | 2             | 2         | 2           | 2                        |
| Пассажиры                    | 19                    | 19            | 9                     | 10             | 20         | 19            | 19        | 17          | 13                       |
| Грузоподъёмность             | 2722                  | 1800          | 1824                  | 1500           |            | 2340          | 2000      |             |                          |
| Размах крыла, м              | 21,95                 | 19,478        | 16,10                 | 18             | 19,8       | 16,97         | 22,06     | 17,24       |                          |
| Длина, м                     | 16,71                 | 14,424        | 14,35                 | 12,44          | 15,77      | 16,56         | 13,1      | 18,86       | 13,34                    |
| Площадь крыла, м²            |                       | 34,86         |                       | 32,3           | 39         | 32            | 39,72     | 34,27       | 28,2                     |
| Вес пустого, т               |                       | 4,05          | 2,626                 | 2,77           | 3,363      | 3,739         | 4,1       | 2,84        | 3,52                     |
| Максимальный взлётный вес, т |                       | 6,6           | 4,6                   | 6              | 5,67       | 6,6           | 7,5       | 5,3         | 5,67                     |
| Максимальная скорость, км/ч  | 370                   | 405           | 408                   | 400            | 338        | 433           | 355       | 328         | 545                      |
| Крейсерская скорость, км/ч   |                       | 340           | 220                   | 250            | 278        | 315           | 270       | 250         | 536                      |
| Максимальный потолок, м      | 7600                  | 8382          |                       | 6000           | 8014       | 8535          | 7620      | 7000        | 10700                    |